# 三山台
三山台（英文：Sham Shan Toi）是香港一座山峰，位於新界大嶼山中部，為蓮花山北脊上三個高度相約的山峰的俗稱，鄰近蓮花山山頂。三山台最高點海拔728米，位於最南的一個山峰，是香港第十高的山峰。
三山台山脊以西有一山腰小徑，連接蓮花山、薄刀屻和婆髻山。遊人可從東涌（經薄刀屻）、大蠔（經婆髻山）和梅窩（經蓮花山）等地前往三山台。唯遊人需注意這些均是沒有維修的路徑，有一定危險性。

## 註腳
1. ↑  . 漁農自然護理署. 9月8日  [2010-09-08]. （原始内容存档于2006-10-13）.